# Suka Jaya (Lawe Sigala-Gala)
Suka Jaya is een bestuurslaag in het regentschap Aceh Tenggara van de provincie Atjeh, Indonesië. Suka Jaya telt 665 inwoners (volkstelling 2010).